# Volprecht Freiherr Riedesel von Eisenbach
Volprecht Freiherr Riedesel von Eisenbach (Hofgeismar, 10 dicembre 1910 – Idstein, 9 febbraio 1945) è stato un militare tedesco, pilota della Luftwaffe durante la seconda guerra mondiale, ed insignito della Croce di Cavaliere con Fronde di Quercia.

## Biografia
Il barone (Freiherr ) Volprecht Riedesel zu Eisenbach apparteneva ad un'antica famiglia nobile cattolica tedesca nota già all'inizio del XII secolo; suo padre, il barone Robert, era soprintendente forestale nel granducato d'Assia ed aveva partecipato alla prima guerra mondiale con il grado di tenente della riserva in un reggimento di fanteria.
Il giovane Volprecht non era inizialmente indirizzato verso la carriera militare e studiò presso il ginnasio dei gesuiti di Vellmar; nel 1931 intraprese gli studi di filologia classica presso l'Università di Berlino, laureandosi nel 1934; intrapresi anche gli studi di storia militare, nel novembre 1934 entrò come sottotenente di cavalleria nell'esercito tedesco; con la creazione della Luftwaffe l'anno successivo, Volprecht entrò a farne parte, prestando servizio nell'unità Kampfgeschwander 54, un'unità di bombardieri Heinkel He 111 e Junkers Ju 88.
Con la sua unità partecipò all'invasione della Polonia e, dopo essere stato promosso a tenente nel dicembre del 1939, alla campagna di Francia; successivamente si distinse particolarmente durante la battaglia d'Inghilterra, quando riuscì ad atterrare con il suo aereo nel London Borough of Sutton, riuscendo anche a riprendere il volo indenne: grazie a questa prodezza venne promosso capitano. Il 20 agosto 1940 sposò Claudia Erpili, figlia di un commerciante di origini italiane, che gli diede tre figli.
Successivamente partecipò anche all'Operazione Barbarossa e alla battaglia di Kiev, dove si segnalò per aver condotto un'azione solitaria contro ben sei caccia sovietici, abbattendone cinque; il 7 ottobre 1942 fu insignito della Croce di Cavaliere. Prese parte alla seconda battaglia di Kharkov, alla battaglia di Stalingrado e ad alcune azioni della Luftwaffe nella campagna d'Italia, durante la quale venne gravemente ferito. Promosso tenente colonnello il 1º ottobre 1943, venne assegnato allo stato maggiore del generale Dietrich Peltz per l'Operazione Steinbock.
Riqualificato come pilota di caccia nel 1944, prese parte all'Operazione Overlord e all'ultima difesa della Germania; il 9 gennaio 1945 ricevette la Croce di Cavaliere con Fronde di Quercia, una delle più alte onorificenze militari tedesche per il suo estremo coraggio in battaglia e per il suo comando militare di successo. Assegnato ad una unità di caccia a reazione Messerschmitt Me 262, il 2 febbraio 1945 venne abbattuto nei pressi di Idstein durante un combattimenti aereo contro l'aviazione britannica. Fu promosso postumo colonnello e le sue spoglie riposano nella cappella di famiglia nel castello di Hofgeismar.